# Telelombardia
Telelombardia è una rete televisiva regionale della Lombardia con sede a Milano nel quartiere Bovisa. In passato è stata affiliata al circuito nazionale TivuItalia.

## Storia
Nasce per iniziativa di Luciano Porilli, ingegnere elettronico, e un gruppo di soci minori. All'inizio degli anni Ottanta viene rilevata dall'imprenditore Salvatore Ligresti. La prima sede dell'emittente, dal 1975 ai primi anni Ottanta, era a Cologno Monzese (MI), in via Cinelandia (teatri di posa dove in passato veniva girato Carosello), nel complesso della Icet Studios, che poi verrà acquisito dalla Fininvest.
Successivamente viene trasferita a Milano, zona Melchiorre Gioia, e poi in via A. Bordoni, 2 (zona Garibaldi-Repubblica) e nel 2000, in via Colico, 36 (zona Bovisa) sempre a Milano città, in una struttura che si trova di fronte all'attuale sede al civico 21, divenuta operativa nel 2007. 
Il nuovo polo televisivo digitale di Telelombardia fu realizzato nel 2007 sull'area dismessa ex Tenax dalla società di progettazione EuroMilano SpA, con a capo Alessandro Pasquarelli, all'interno del progetto della riqualificazione dell'ex quartiere industriale Bovisa. Tale centro televisivo, progettato su preesistenti edifici industriali, ospita 2.250 m² di uffici e comprende studi di registrazione, 15 sale per il montaggio, spazi per allestimenti scenografici, un ristorante e un bar. All'inizio degli anni Novanta, la crisi del gruppo Ligresti (entrato in amministrazione controllata) coinvolge anche Telelombardia, la quale nel 1995 viene rilevata da una cordata composta da Mario Carrara, Elettronica Europea e Sandro Parenzo, che nel 1996 diventa unico proprietario. Al 2021 l'editore del canale è Mediapason, società che fa riferimento all'imprenditore Sandro Parenzo e che da qualche anno ha assorbito altre due reti locali, Canale 6 e, dal 2004, Antennatre, storica emittente lombarda. In seguito a questa fusione, alcuni conduttori televisivi appaiono ora sui tutte le reti del gruppo.
Dal 2009 al 30 agosto 2013 il meglio delle trasmissioni di Telelombardia e della consorella Antenna 3 è stato visibile anche sul canale satellitare T-Sat, quando T-Sat ha cessato le trasmissioni (Telelombardia era già presente dal 2006). Dal 1º dicembre 2010, però, era disponibile solo agli abbonati al pacchetto "News" della piattaforma televisiva Sky.
Dal 2010 il direttore di produzione per tutte le trasmissioni è Simone Franchi.
La direzione tecnica è affidata a Riccardo Colella.
Secondo i dati Auditel è dal 2015 la prima televisione regionale della Lombardia e la principale emittente locale d'Italia dopo Telenorba.
La programmazione di Telelombardia spazia dall'attualità (Buongiorno Lombardia), alla politica (Iceberg), alla cronaca (Iceberg Lombardia), alle nuove tecnologie (Netc@fé), allo sport (Qui studio a voi stadio), alla musica (Tutta un'altra musica, Festa in Piazza e Vamos a Bailar). In ambito musicale va sottolineato lo spazio dato dall'emittente alle canzoni popolari milanesi e lombarde, con gruppi come I Cantamilano e Gli Stramilano. Tra i personaggi più importanti del canale troviamo Daniele Vimercati, Milo Infante, Roberto Poletti e Gianni Rivera, conduttore di Prima serata.

### Qui studio a voi stadio
Il calcio costituisce l'argomento di maggior richiamo per gli spettatori della rete: la sua trasmissione di punta è infatti Qui studio a voi stadio (QSVS), nata nel 1987 con la conduzione di Tony Damascelli. Il programma segue minuto per minuto le partite di campionato (e da anni anche delle Coppe Europee) anche tramite inviati sui campi di gioco.
Al 2021 è condotta dal giornalista milanese Fabio Ravezzani, che ricopre anche il ruolo di direttore della redazione sportiva. Tra i giornalisti sportivi, oltre al già citato Tony Damascelli, troviamo anche Michele Plastino e Giorgio Micheletti, anch'essi ex conduttori di QSVS.
QSVS è stato il primo esperimento di questo tipo in televisione, emulato da varie reti italiane nazionali e locali. QSVS ha inoltre proposto per prima la figura del "giornalista tifoso", che non nasconde qual è la squadra per cui tifa e che, anzi, la sostiene apertamente.
Tra i "giornalisti tifosi" del passato ricordiamo, per quanto riguarda il Milan, Carlo Pellegatti (passato in seguito a Mediaset), Tiziano Crudeli e Mauro Suma (direttore di Milan Channel e responsabile del sito del Milan), e per l'Inter Elio Corno.
A partire dalla stagione 2018/2019 Marcello Chirico lavora per il circuito 7 Gold.
Nella stagione 2020/2021 i "giornalisti tifosi" sono Luca Momblano per la Juventus, Gian Luca Rossi per l'Inter e Andrea Longoni per il Milan. Tra questi, Rossi è il personaggio più longevo, facendo parte della redazione della rete dal 1988.

## Programmi

### Informazione e Approfondimenti
- TGL (telegiornale regionale)
- Buongiorno Lombardia
- TL Casa
- Orario continuato
- Detto da voi
- Attenti a quei due
- Italia che produce - Storie di artigiani
- Forum imprese
- Iceberg
- Iceberg Lombardia
- Lombardia nera
- Mezz'ora di economia

### Magazine
- Parla come mangi
- Happy Hour
- Tanta salute

### Sport
- Qui studio a voi stadio
- QSVWeb
- Lunedì di rigore
- Azzurro Italia
- Stadio News
- Il calcio risponde
- Super-mercato
- È sempre derby
- Inter connection
- Riunione di redazione
- Cartellino rosso
- Sala Var

### Motori
- Safe drive

## Conduttori
- Carol Barbieri
- Serena Battistini
- Matteo Caronni
- Anna Cecconello
- Caterina Collovati
- Giorgia Colombo
- Michael Cuomo
- Claudio Garioni
- Maria Pia Giannetta
- Nathalie Goitom
- Bruno Longhi
- Dodo Longhi
- Andrea Longoni
- Monica Melani
- Luca Momblano
- Alfio Musmarra
- Marco Oliva
- Mimmo Pesce
- Fabio Ravezzani
- Livia Ronca
- Maria Chiara Rossi
- Davide Russo De Cerame
- Jessica Tozzi
- Alessandro Vesce
- Matteo Zorloni

## Ascolti
|      | Gennaio | Febbraio | Marzo   | Aprile  | Maggio  | Giugno  | Luglio  | Agosto  | Settembre | Ottobre | Novembre | Dicembre | Media anno |
| ---- | ------- | -------- | ------- | ------- | ------- | ------- | ------- | ------- | --------- | ------- | -------- | -------- | ---------- |
| 2015 | 731.586 | 702.035  | 682.198 | 608.470 | 673.161 | 584.520 | 575.502 | 583.739 | 723.039   | 739.326 | 656.361  | 674.864  | 660.026    |
| 2016 | 751.547 | 758.696  | 605.573 | 629.001 | 495.670 | 477.930 | 441.305 | 444.853 | 597.581   | 531.520 | 539.336  | 516.600  | 562.041    |
| 2017 | 538.904 | 591.934  | 501.761 | 470.982 | 489.871 | 395.297 | 378.314 | 445.540 | 552.588   | 524.564 | 540.423  | 545.118  | 497.669    |
| 2018 | 494.229 | 557.680  | 510.713 | 565.562 | 485.307 | 373.480 | 375.076 | 411.187 | 522.689   | 509.098 | 483.747  | 555.595  | 487.030    |
| 2019 | 454.269 | 560.783  | 523.676 | 581.888 | 534.479 | 407.907 | 402.268 | 448.204 | 567.304   | 594.963 | 546.739  | 565.222  | 515.641    |
| 2020 | 550.796 | 594.919  | 518.410 | 420.541 | 356.166 | 431.752 | 566.375 | 435.064 | 472.516   | 524.353 | 529.636  | 576.167  | 498.058    |
| 2021 | 571.515 | 534.521  | 499.760 | 498.978 | 497.956 | 387.417 | 348.609 | 372.671 | 514.009   | 487.099 | 492.175  | 471.486  | 472.643    |
| 2022 | 479.507 | 496.194  | 436.682 | 497.455 | 494.007 | 381.885 | 380.677 | 410.177 | 519.084   | 531.082 | 435.789  | 351.916  | 448.507    |
| 2023 | 487.476 | 456.647  | 434.744 | 466.297 | 463.515 | 377.824 | 365.545 | 361.089 | 471.669   | 454.357 | 459.261  | 490.023  | 439.854    |
| 2024 | 473.723 | 510.979  | 475.841 | 495.221 | 446.586 | 349.800 | 316.122 | 354.063 | 441.927   | 478.667 | 475.235  | 481.178  | 440.624    |
| 2025 | 529.962 | 556.144  | 479.468 |         |         |         |         |         |           |         |          |          |            |

## Multiplex
Telelombardia trasmetteva tramite DVB-T in Lombardia sulla frequenza UHF 46 (a Mantova si riceveva sul canale UHF 34). Il multiplex, in cui erano presenti canali televisivi tutti in chiaro (non criptati, quindi fruibili gratuitamente), è stato spento il giorno 8 marzo 2022 in seguito alla riduzione delle frequenze dovuta alla liberazione della banda 700 MHz.